# Thypheitides
Thypheitides war ein griechischer Töpfer, tätig in der Mitte des 6. Jahrhunderts v. Chr. in Athen.
Er ist nur bekannt durch seine Signatur unter einem Henkel, der von einem neuzeitlichen Restaurator irrtümlich in die rotfigurige Schale London, British Museum E 4 eingefügt wurde, heute jedoch wieder getrennt als Fragment aufbewahrt wird. Er gehört zu den Kleinmeistern.